# Métal hurlant

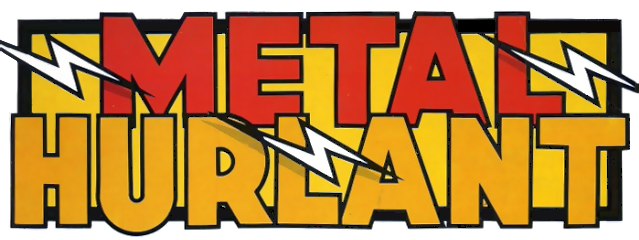
Sigla revistei Metal hurlant din 1975

Métal hurlant (cu sensul de: "Metal urlător") este o serie de benzi desenate science fiction și de groază. A fost creată în  decembrie 1974 de către artiști de benzi desenate  Jean Giraud (mai bine cunoscut ca Mœbius) și Philippe Druillet împreună cu jurnalistul-scriitor Jean-Pierre Dionnet și cu directorul  financiar Bernard Farkas.
Cei patru au fost în mod colectiv cunoscuți sub numele "Les Humanoïdes Associés " (Umanoizii uniți) care a devenit numele editurii care a publicat revista Métal hurlant. Revista  apărut în perioada decembrie 1974 - iulie 1987 și apoi a fost „reînviată” de Humanoids Publishing în perioada iulie 2002 - decembrie 2004.
Aceasta a fost publicată în Statele Unite ale Americii de către National Lampoon sub titlul Heavy Metal. ISSN 0336-4747 (Métal Hurlant Aventure).

## Povestiri editate
- Arzach
- Druuna
- Exterminator 17
- Fragile de Stefano Raffaele
- Jeremiah
- Kraken
- Lone Sloane
- Milady 3000
- The Zombies That Ate the World de  Guy Davis și Jerry Frissen
- The Long Tomorrow de Dan O'Bannon și Jean Giraud